# یائو جینگیوان
یائو جینگیوان (انگلیسی: Yao Jingyuan؛ زادهٔ ۱۴ ژوئن ۱۹۵۸) وزنه‌بردار اهل چین است. از افتخارات وی میتوان به کسب مدال طلا وزن ۶۷.۵ کیلوگرم در بازی‌های المپیک تابستانی ۱۹۸۴ اشاره کرد.